# Ron Jones
Ron Jones   (Aberdâr, 19 d'agost de 1934 - 30 de desembre de 2021) fou un atleta gal·lès, especialista en curses de velocitat, que va competir durant les dècades de 1950 i 1960.
En el seu palmarès destaca una medalla de bronze en els 4x100 metres al Campionat d'Europa d'atletisme de 1962, i en les 4x110 iardes dels Jocs de la Commonwealth de 1962. Va formar part de l'equip britànic que aconseguí millorar el rècord del món en les 4x110 iardes el 1963. El 1969 guanyà el campionat britànic de l'AAA dels 100 metres. Es retirà el 1970, mantenint el rècord gal·lès dels 100 metres durant 27 anys, fins que fou millorat per Colin Jackson.
El 1964 va prendre part en els Jocs Olímpics d'Estiu de Tòquio, on fou vuitè en la cursa dels 4×100 metres del programa d'atletisme. Quatre anys més tard, als Jocs de Ciutat de Mèxic, disputà dues proves del programa d'atletisme. En ambdues quedà eliminat en sèries.
Una vegada retirat va exercir diferents càrrecs directius en equips de futbol, com ara el Queens Park Rangers, el Cardiff City o el Portsmouth FC. El 2013 ser inclòs al Saló de la Fama de l'Esport de Gal·les.

## Millors marques
- 100 metres. 10.42" (1968)[5]